# 담청색
담청색(淡靑色)은 엹고 밝은 청색을 뜻한다. X11 색이름에서는 파란색보다는 시안에 가까운 색이다. 영어에서 처음 담청색을 사용한 것은 1915년이며, 한국에서는 전통색으로 쓰였다.